# آيت إبراهيم (إيميضير)
آيت إبراهيم هو دُوَّار يقع بجماعة اميضر، إقليم تنغير، جهة درعة تافيلالت في المملكة المغربية. ينتمي الدوّار لمشيخة إيميضير التي تضم 8 دواوير. يقدر عدد سكانه بـ 1110 نسمة حسب الإحصاء الرسمي للسكان والسكنى لسنة 2004.

## وصلات خارجية
- البوابة الوطنية للجماعات الترابية
- المندوبية السامية للتخطيط